# Formule des probabilités totales

Dans cet arbre de probabilité, la probabilité de l'événement B s'obtient en sommant les probabilités des chemins conduisant à la réalisation de B.

En théorie des probabilités, la formule des probabilités totales est un théorème qui permet de calculer la probabilité d'un événement en le décomposant suivant un système exhaustif d'événements.

## Énoncé
Formule des probabilités totales — Soit {\displaystyle (\Omega ,{\mathcal {A}},\mathbb {P} )} un espace probabilisé. Si {\displaystyle (A_{i})_{i\in I}} est un système exhaustif (fini ou dénombrable) d'évènements, et si quel que soit {\displaystyle i\in I}, {\displaystyle \mathbb {P} (A_{i})\neq 0}, alors, pour tout évènement {\displaystyle B},
- Lorsque {\displaystyle \mathbb {P} (A_{i})=0}, définir {\displaystyle \mathbb {P} (B|A_{i})} pose un problème : {\displaystyle \mathbb {P} (B|A_{i})} serait la probabilité conditionnelle de {\displaystyle B} sachant un évènement négligeable {\displaystyle A_{i}}. La définition usuelle de {\displaystyle \mathbb {P} (B|A_{i})} conduirait alors à diviser par 0. Une convention courante consiste à poser {\displaystyle \mathbb {P} (B|A_{i})\mathbb {P} (A_{i})=0} lorsque {\displaystyle \mathbb {P} (A_{i})=0}.  Cela ne conduit pas à une contradiction : la formule {\displaystyle \mathbb {P} (B|A_{i})\mathbb {P} (A_{i})=\mathbb {P} (B\cap A_{i})} reste valable,  c'est alors simplement {\displaystyle 0=0} (en effet {\displaystyle B\cap A_{i}} est aussi un évènement négligeable car inclus dans {\displaystyle A_{i}}). Avec cette convention, l'hypothèse {\displaystyle \mathbb {P} (A_{i})\neq 0} est superflue dans la formule des probabilités totales.
- L'hypothèse selon laquelle {\displaystyle (A_{i})_{i\in I}} est un système exhaustif peut être affaiblie : {\displaystyle \cup _{i\in I}A_{i}=\Omega } peut être remplacée par {\displaystyle \cup _{i\in I}A_{i}\supset B}. On peut aussi supposer seulement que les {\displaystyle (A_{i})_{i\in I}} forment un système quasi-exhaustif. Dans les deux cas, il est par contre essentiel que les {\displaystyle A_{i}} soient disjoints.

## Une variante
Théorème — On se donne un espace probabilisé {\displaystyle (\Omega ,{\mathcal {A}},\mathbb {P} )} et un évènement A. Si {\displaystyle (B_{i})_{\,i\in I}} est une partition (finie ou dénombrable) de l'évènement B, 
Corollaire — Si {\displaystyle (B_{i})_{\,i\in I}} est une partition (finie ou dénombrable) de l'évènement B, et si  {\displaystyle \mathbb {P} (A|B_{i})} ne dépend pas de i, alors la valeur commune des probabilités conditionnelles {\displaystyle \mathbb {P} (A|B_{i})} est {\displaystyle \mathbb {P} (A|B).}
Ce corollaire permet de ramener le calcul de {\displaystyle \mathbb {P} (A|B)} au calcul des {\displaystyle \mathbb {P} (A|B_{i}),} parfois plus facile, car l'évènement Bi, étant plus petit que l'évènement B, fournit une information plus précise, et facilite ainsi le pronostic (pronostic = calcul de la probabilité conditionnelle). Le cas se présente souvent lorsqu'on étudie deux chaines de Markov dont l'une est image de l'autre. La démonstration de la propriété de Markov pour les processus de Galton-Watson est un exemple parmi beaucoup d'autres.
En particulier, le corollaire est fréquemment utilisé dans le cas où B=Ω, et permet alors de ramener le calcul de {\displaystyle \mathbb {P} (A)} au calcul des {\displaystyle \mathbb {P} (A|B_{i}).}